# Getafe Club de Fútbol
El Getafe Club de Fútbol, S. A. D. es un club de fútbol español con sede en la ciudad de Getafe, en la Comunidad de Madrid. Juega en la Primera División de España. Fue el quincuagésimo octavo (58.º) equipo en incorporarse a la Primera División, y su primera participación en la misma se produjo en la temporada 2004-05. Desde la temporada 2022-23 ocupa el vigésimo primer (21.er) puesto en la clasificación histórica de la máxima categoría.

## Historia

### Fundación del Getafe Club de Fútbol y antecedentes

#### Club Getafe Deportivo Foot-ball Club
La primera información sobre fútbol en el municipio de Getafe está relacionada con la Sociedad Getafe Deportivo fundada por el dibujante y escultor Filiberto Montagud en 1923. Esta sociedad pretendía inicialmente ser un club multideportivo y cultural. Su primer partido de fútbol fue celebrado el 19 de mayo de 1923 contra La Internacional Deportiva de Madrid. Al año siguiente, al pasar a ser el fútbol su principal actividad, procede a denominarse Club Getafe Deportivo Foot-ball Club comenzando a jugar como equipo federado en 1928. Tras jugar algunas temporadas en categoría regional, desaparece en 1933.

#### Club Getafe Deportivo[9]
En diciembre de 1945 varios vecinos de la localidad reunidos en el desaparecido bar La Marquesina, fundan el Club Getafe Deportivo en sustitución del anterior club iniciado en 1923, aunque oficialmente la fecha de fundación del equipo es el 24 de febrero de 1946, día en el que se celebró un acto en el Cine Palacio. Este club llegó a militar durante seis temporadas consecutivas en la Segunda División. En la temporada 1981-82 el Club Getafe Deportivo acaba en puestos de descenso a Segunda División B, pero a causa del descalabro económico en el que se encuentra y obligado al impago de sus deudas, es descendido a la Tercera División. En una asamblea extraordinaria celebrada el 1 de julio de 1983 en los salones Costa de Vigo se disuelve legalmente esta sociedad.

#### Getafe Club de Fútbol[9]
El 8 de julio de 1983, una semana más tarde de la disolución del Club Getafe Deportivo, en los mismos salones Costa de Vigo, se decide en una nueva asamblea de los asociados la fundación del Getafe Club de Fútbol. Para no comenzar desde cero se utiliza la licencia federativa del equipo filial, Club Deportivo Getafe Promesas que iba a jugar la siguiente temporada en Segunda Regional Ordinaria Castellana, dos categorías superior a la que le hubiera correspondido jugar. Con el apoyo del ayuntamiento se traspasó todo el estamento deportivo del equipo anterior al nuevo, se cambió el nombre del club y el escudo parar evitar ser relacionado jurídicamente con el Club Getafe Deportivo y permitirle comenzar sin deudas.

#### Controversia en la fecha de fundación del club
Aunque la fundación oficial del Getafe Club de Fútbol se considera que fue el 8 de julio de 1983 tal como publica la LaLiga en su página web, todos los hechos acaecidos en la historia del fútbol en Getafe generan discrepancias sobre la que se considera como la fecha de inicio del equipo dependiendo del punto de vista que se elija.
El hecho de que el color de la indumentaria, la letra del himno y el aro azul en el escudo actuales estén basados en los de la Sociedad Getafe Deportivo es uno de los motivos en el que se basan parte de los aficionados en señalar el 19 de mayo de 1923 como la fecha de inicio del Getafe.
Otra consideración es que el inicio corresponde al acto fundacional realizado el 24 de febrero de 1946 del Club Getafe Deportivo, como si el desaparecido club se hubiese «refundado». En algunas tribunas del Coliseum de Getafe se muestran los años 1946 y 1983 en clara alusión a ambas fechas.
Teniendo en cuenta nada más que la antigüedad de la licencia deportiva, la fecha de fundación del equipo sería el 1 de septiembre de 1976, fecha en la que se registró el Club de Fútbol Peña Madridista Getafe, que se inscribe en Tercera Regional Ordinaria y comienza a competir en la temporada 1976-77. Este equipo cambia de denominación a Club Deportivo Peña Getafe en 1981 y a Club Deportivo Getafe Promesas el 10 de julio de 1982 al convertirse en el filial del Club Deportivo Getafe mediante acuerdo por un año que le permitía utilizar los mismos colores, escudo y estadio. Finalmente se convertiría en Getafe Club de Fútbol tras la asamblea que se llevó a cabo el 8 de julio de 1983, en la que se decidió el cambio de denominación.

### De Regional a Segunda División
El Getafe CF se convirtió en el primer equipo del mundo en conseguir 4 ascensos consecutivos, el equipo logro conseguir el ascenso desde la segunda regional ordinaria hasta la Segunda División B en la temporada 1987-88 todo esto de la mano del entrenador Gregorio Serrano, y de jugadores como Corona, Collado, Pedro Caballero entre otros. 
En la temporada 1990–91 el Getafe C. F. finaliza en cuarto puesto en la liga regular disputando la promoción con el Real Racing Club de Santander, Cartagena F. C. y Córdoba C. F., quedando el equipo azulón en tercera posición del grupo y ascendiendo el Racing de Santander gracias a un autogol del defensor azulón Pombo. En la temporada 1992–93 vuelve a quedar cuarto en la fase regular pero esta vez es superado en la promoción por el Real Murcia, disputando también el ascenso con el Baracaldo C. F. y el Granada C. F.
Por fin, el 11 de junio de 1994 contra el U. D. Figueras de la mano del entrenador Luis Sánchez Duque se consigue el ansiado primer ascenso a Segunda División, tras finalizar segundo en la liga y superando en la promoción a U. D. Figueras, Deportivo Alavés y Real Club Recreativo de Huelva.

### Ascensos y descensos

Rendimiento en la liga del Getafe Club de Fútbol 1929-presente

La temporada 1994–95 es la primera del Getafe C. F. en la Segunda División y sufre el cambio de categoría obteniendo un decimoctavo puesto con solo cinco victorias y hasta veinte empates. Pero el descenso y posterior readmisión en Primera División por problemas económicos del Sevilla F. C. y del Real Club Celta de Vigo hace que los equipos Albacete Balompié y Real Valladolid que habían descendido recuperen la categoría y que en Segunda División queden dos puestos vacantes. La RFEF decide retornar al C. D. Leganés y al Getafe C. F. a la Segunda División. A causa de que el club estaba preparado tanto en presupuesto como en equipo para jugar en la Segunda B, la temporada 1995-96 desciende quedando en décima novena posición con treinta y dos puntos, siete victorias, once empates y veinte derrotas.
Una vez finalizada la temporada 1995–96 el Getafe C. F. se convierte en sociedad anónima deportiva cuyo accionista mayoritario era el Ayuntamiento de Getafe. La temporada 1996-97 el equipo a punto está de encadenar otro descenso a Tercera División tras finalizar decimosexto y debe jugar la promoción de permanencia siendo su rival la Sociedad Deportiva Huesca al que derrota con un global de 5 a 2.
El 13 de noviembre de 1997 se derriba el Estadio Municipal de Las Margaritas para la construcción del actual campo Coliseum de Getafe, que lleva el nombre del exjugador internacional del municipio y que se inauguraría el 30 de agosto de 1998. Durante ese tiempo el equipo jugó en las instalaciones del Estadio Juan de la Cierva.
En la siguiente temporada 1997–98 consigue mejorar sus resultados tras el susto de la temporada anterior y se acaba séptimo, aunque sin opciones de aspirar al ascenso.
La temporada 1998–99, entrenado por Santiago Martín Prado "Pradito", consigue la primera posición en fase regular en el grupo I de Segunda División B. Jugó la fase de ascenso contra el Baracaldo C. F., Real Murcia, y Sevilla F. C. "B" quedando primero y subiendo a la Segunda División por segunda vez en su historia.
En la temporada 1999-00 el equipo se muestra muy irregular. El inicio es nefasto y no se consigue la primera victoria hasta la jornada 8, pero a partir de ahí se empiezan a obtener buenos resultados y concluye la primera vuelta en novena posición, sin embargo la segunda vuelta la comienza con siete derrotas seguidas que le hunden hasta la penúltima posición, y aunque el equipo mejora los resultados y llega incluso a abandonar los puestos de descenso finalmente acaba decimonoveno a un punto de la salvación. En condiciones normales esto habría supuesto perder la categoría, pero gracias al descenso del Atlético de Madrid que obligaba también al descenso del filial, el décimo noveno puesto en una liga de veintidós equipos le permitió al Getafe C. F. mantener la categoría. En la siguiente temporada el Getafe C. F. no aprovecha el regalo de la anterior campaña y tras un primer tercio aceptable el equipo comenzó a acumular malos resultados y pronto cayó a puestos de descenso y a pesar de tener numerosas ocasiones para salir de puestos de descenso y desaprovecharlas el equipo llega al tramo final de la temporada a dos puntos de la salvación, pero un desastroso tramo final donde solo suma tres empates en los últimos doce encuentros sepulta sus opciones de permanencia, finalizando en penúltima posición y jugando su último partido ya descendido a Segunda División B en el Coliseum contra el Atlético de Madrid que luchaba por un ascenso que no consiguió aquella temporada.
El inicio de la temporada 2001-02 queda marcada por la tragedia del asesinato de Sebas el 26 de agosto de 2001 en Castellón mientras disfrutaba de un permiso previo al inicio de la temporada. Esto unió mucho a la plantilla completamente renovada con Felines como entrenador. Además el club pasaba por una nueva crisis económica en el que los jugadores llegaron a estar varios meses sin cobrar, lo que hacía temer nuevamente su desaparición. A finales de abril de 2002, un grupo de empresarios de Getafe se hacen cargo del club y se nombra presidente a Ángel Torres Sánchez que consigue la estabilidad económica del club. Además de eso desde abril el Getafe consiguió 6 victorias consecutivas en la categoría, esto sumado a que la Universidad Las Palmas no podía ascender por ser filial de la Unión Deportiva Las Palmas que recién había descendido a segunda división, le permitieron llegar a la última jornada con posibilidad de llegar a los puestos de playoff, en la que debía de enfrentar de visitante al Alicante dirigido por José Bórdalas, si bien el equipo perdió el partido, un gol en el último minuto de Miguel Pérez hizo que Getafe superara en enfrentamientos directos al mismo Alicante y se metiera en los Playoff de ascenso. En los Playoffs Getafe no perdió ningún partido y quedo por encima de Motril C. F., Hospitalet y la Cultural Leonesa y logro retornar por tercera vez a Segunda División.
La temporada 2002-03 se inició con los fichajes de jugadores que fueron muy importantes para el equipo como Gheorghe «Gica» Craioveanu, Vivar Dorado o Diego Rivas, entre otros, terminando aquella temporada en un tranquilo decimoprimer puesto.

### Primera división

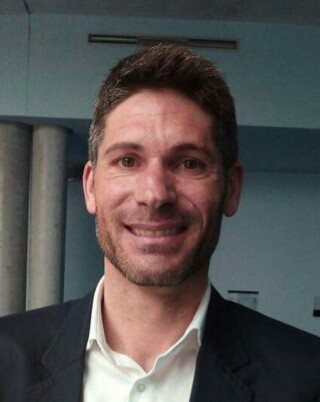
Vivar Dorado, jugador del club azulón entre 2002 y 2007. Logró el primer ascenso a Primera División en la historia del Getafe.

La temporada 2003-04 es una de las más importantes de la historia del club. Al equipo se unen jugadores primordiales como Miguel Carrilero «Michel II», Gari Uranga, Mario Cotelo, Sergio Pachón o David Belenguer, entre otros. Este equipo, entrenado por Josu Uribe, consigue realizar una estupenda segunda vuelta de campeonato consiguiendo luchar en la última jornada por una de las tres plazas que daban derecho al ascenso a Primera División contra el Levante U. D., C. D. Numancia y Deportivo Alavés.
El sábado, 19 de junio de 2004 en el estadio Heliodoro Rodríguez López contra el C. D. Tenerife consigue el Getafe C. F. ganar con un resultado de 3 a 5 en el que sobresale especialmente la gran actuación de Sergio Pachón consiguiendo cuatro de los cinco goles del conjunto azulón. Esta victoria da el subcampeonato en Segunda División obteniendo por primera vez el ascenso en la máxima categoría del fútbol español. El Getafe C. F. se convierte en el cuarto equipo y primero no situado en la capital de España que representa a la Comunidad de Madrid en la Primera División.
Su primera temporada en Primera es la 2004-05. El entrenador fue Quique Sánchez Flores que también debutaba en la categoría. El primer goleador fue José Antonio (jugador del Getafe "B") 3-1 contra el Zaragoza. 
Se ficharon jugadores como Mariano Pernía, Raúl Albiol, Gabi Fernández o Riki. Finaliza en decimotercer puesto con 47 puntos, llegando a los octavos de final de la Copa del Rey. En esta temporada son destacables las victorias en el Coliseum contra el Real Madrid y en San Mamés contra el Athletic Club.
La temporada siguiente, Quique Sánchez Flores se marcha al Valencia C. F., sustituyéndole el alemán Bernd Schuster. En la temporada 2005-06, el equipo cuaja una magnífica temporada, quedando en noveno puesto con 54 puntos. En la Copa del Rey llega a octavos de final, al igual que el año anterior. Esto le hace al entrenador del Getafe C. F. merecedor del primer Trofeo Miguel Muñoz. De esa temporada se destaca la victoria por 5-0 contra el Espanyol la victoria más abultada del Getafe en la máxima categoría.

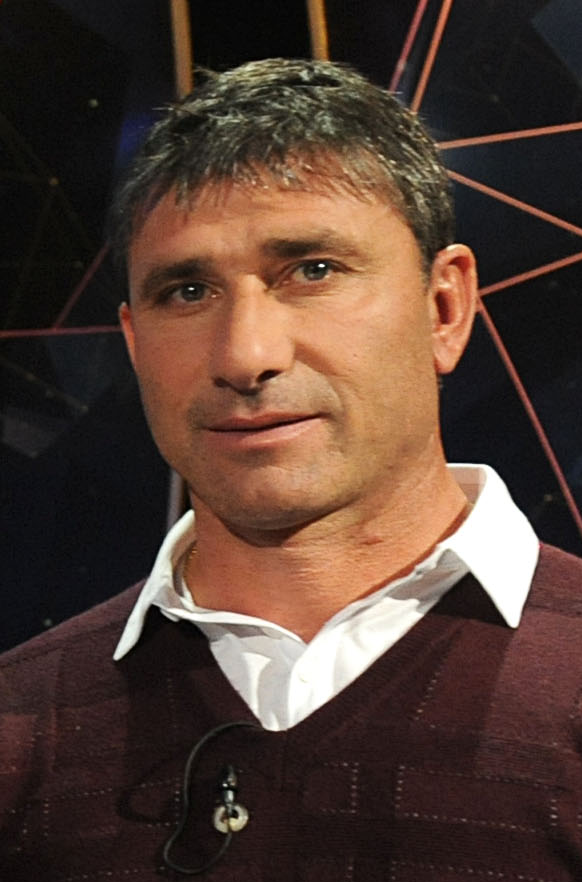
Pato Abbondanzieri, jugador del club azulón entre 2007-2009. Logró el Trofeo Zamora.

La temporada 2006-07 vuelve a quedar noveno con 52 puntos, y sorprendentemente se planta por primera vez en la final de la Copa del Rey tras eliminar a Xerez C. D., Valencia C. F., C. A. Osasuna y F. C. Barcelona, contra el cual volteó una semifinal que se había complicado mucho en el partido de ida (5-2 en el Camp Nou donde Messi metió un gol considerado copia del gol de oro de Maradona), endosándole un 4 a 0 en el Coliseum Bernd Schuster en el postpartido declararía "Yo creo que hemos rozado la perfección". En la final, que se disputa con el Sevilla F. C., un solitario gol del maliense Kanouté evita la consecución del primer título de su historia, pero se clasifica para la Copa de la UEFA al estar el Sevilla F. C. ya clasificado para jugar otra competición internacional de más rango, la Champions League. Esta temporada lleva al entonces entrenador azulón, Bernd Schuster, a fichar por el Real Madrid, sustituyéndole en el banquillo getafense Michael Laudrup. También esa temporada le es concedido el Trofeo Zamora al portero del Getafe C. F., Roberto «Pato»  Abbondanzieri.

### EuroGeta

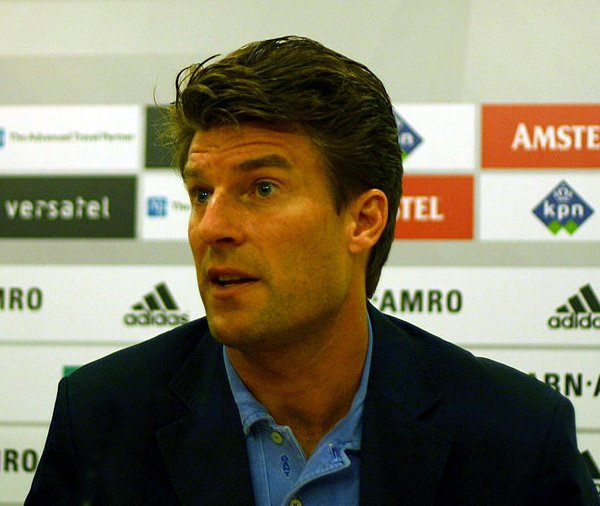
Michael Laudrup, entrenador del EuroGeta durante la temporada 07-08. También logró clasificar al club para la final de Copa del Rey de fútbol 2007-08.

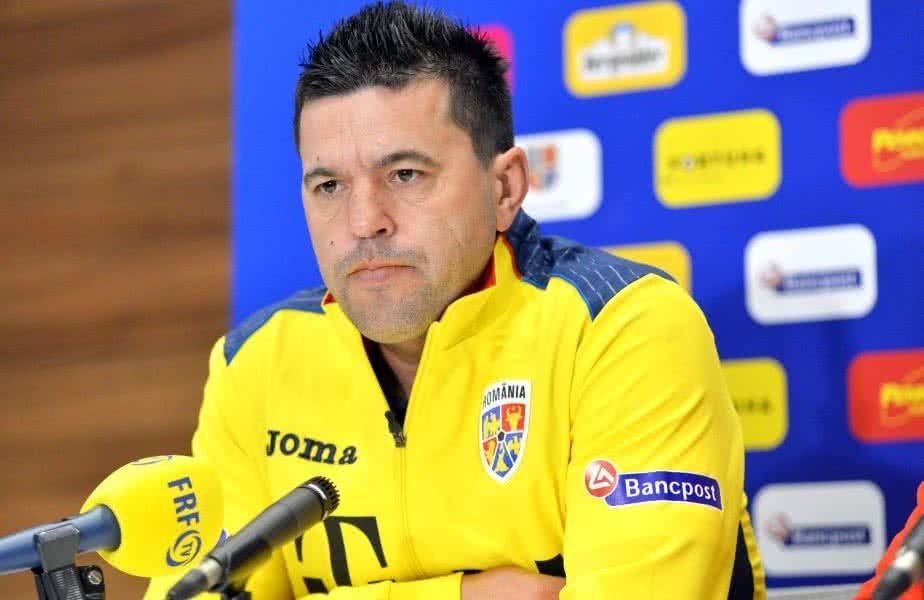
Cosmin Contra, jugador azulón entre 2005-2010 disputó dos finales de Copa del Rey.

El 20 de septiembre de 2007, el Getafe hace su debut en la Copa de la UEFA, venciendo en el primer partido ante el FC Twente de Enschede (Holanda) por 1 a 0, en el Coliseum, y finalmente pasaría de ronda pese al 3 a 2 en contra en el partido de vuelta, en el estadio del FC Twente el 4 de octubre. El 10 de abril el Getafe queda eliminado en los cuartos de final de la Copa de la UEFA con el F. C. Bayern de Múnich. Sorprendentemente, consigue un empate (1-1) en el estadio alemán Allianz Arena. En la vuelta sufrió el empate in extremis del Bayern de Múnich en el Coliseum, cuando el equipo madrileño ganaba por 3 a 1 en la prórroga y a cinco minutos del final. Una desafortunada intervención del meta Pato Abbondanzieri remachada a gol por el italiano Luca Toni, y un gol en el último minuto, dieron el pase a los alemanes, por el valor doble de los goles como visitante, quedando un tanteo global de la eliminatoria de 4 a 4. Las palabras del técnico del Bayern Múnich, Ottmar Hitzfeld, al finalizar el partido resumen lo ocurrido en el campo: «Nos han podido humillar. El Getafe merecía la victoria». Por su parte el capitán de los alemanes, Oliver Kahn, declara al finalizar el partido a la cadena SAT 1: «He jugado 140 partidos de Copa de Europa, he estado en todas partes —Madrid, Milán, Londres, Barcelona— pero lo de esta noche es increíble. No había vivido algo así en cuarenta años». A pesar de esta eliminación, en conjunto el Getafe realiza una gran campaña en esta primera Copa de la UEFA que disputa en toda su historia, eliminando a equipos como el Benfica, o el AEK Atenas FC, además de vencer clubes históricos como Tottenham Hotspur o RSC Anderlecht.
El 16 de abril de 2008, el Getafe pierde su segunda final de Copa del Rey consecutiva, esta vez contra el Valencia, con un marcador más abultado de 3 a 1, en el que el solitario gol azulón fue conseguido de penalti por Granero.
El 2 de mayo de 2008, en la conmemoración del segundo centenario del levantamiento del dos de mayo, el Getafe recibe la medalla de Oro de la Comunidad de Madrid, por parte de la presidenta Esperanza Aguirre, que pronuncia las siguientes palabras: «El Getafe no ha dejado de asombrar a todos los aficionados al fútbol. El trabajo de directivos, técnicos y jugadores ha permitido al equipo de la que ya es una gran ciudad codearse con los mejores, como el Bayern Múnich».

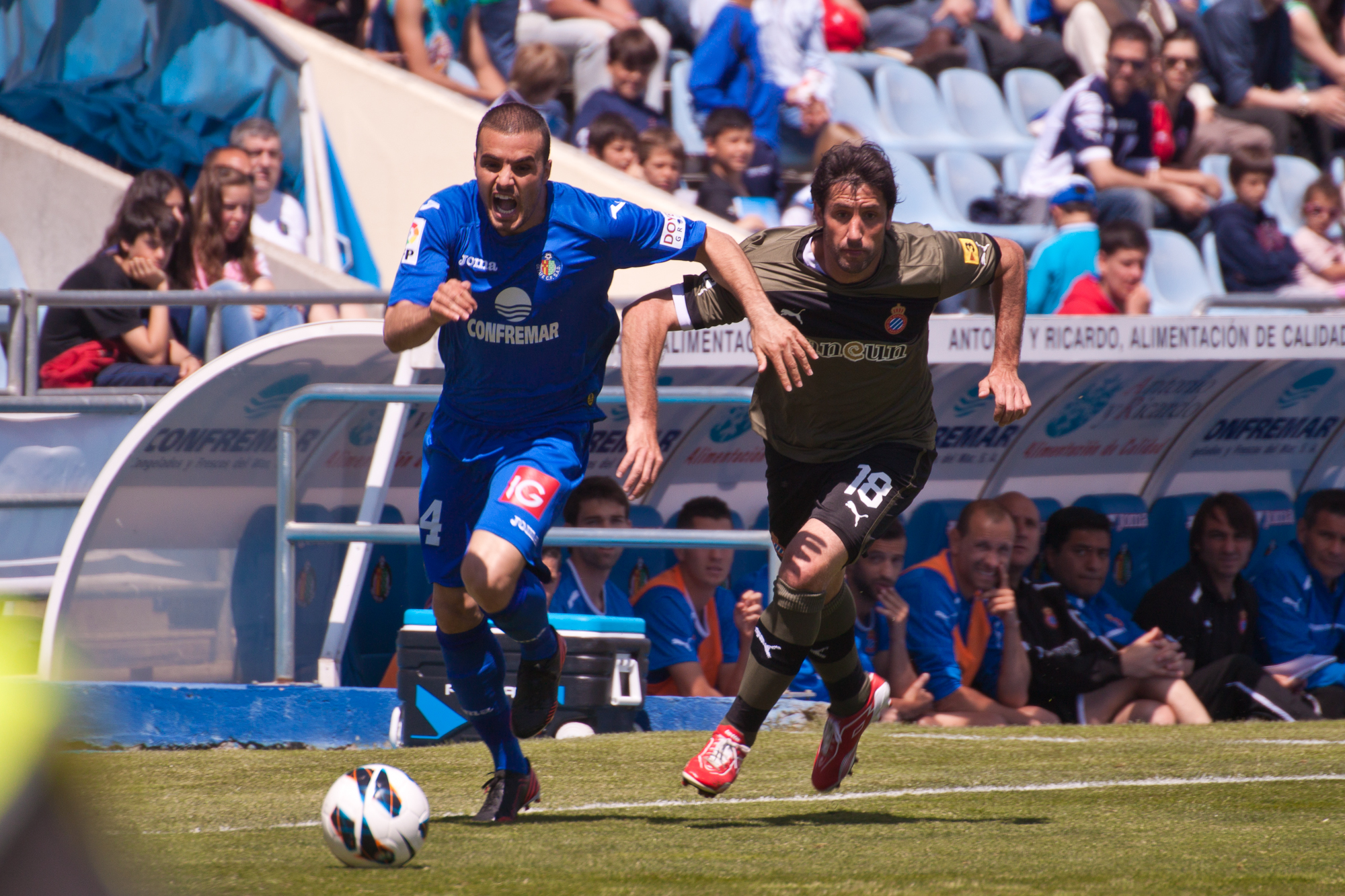
Pedro León durante un partido con el Getafe.

En la temporada 2009-10 se proclama sexto en la Primera División tras sumar 58 puntos y con ella clasificarse para la Europa League (antigua UEFA) tras ganar al Club Atlético de Madrid 1 a 3 en el estadio Vicente Calderón y así consumar una magnífica temporada bajo las órdenes de Míchel. En dicha temporada se baten todos los récords de la historia del Getafe. El máximo goleador del Getafe fue Roberto Soldado, que una temporada después fue fichado por el Valencia CF al hacer una muy buena campaña, al igual que Pedro León, el cual fue fichado por el Real Madrid Club de Fútbol. Míchel siguió al frente del club azulón.
En la temporada 2010-11 el Getafe compite por segunda vez en la UEFA Europa League superando en la eliminatoria previa al APOEL Nicosia chipriota. Es eliminado en la fase de grupos quedando tercero contra VfB Stuttgart, Young Boys y Odense BK. En liga el equipo es muy irregular llegando a luchar por la permanencia en el último partido consiguiendo finalmente la décima sexta posición.

### Estancamiento y decadencia social

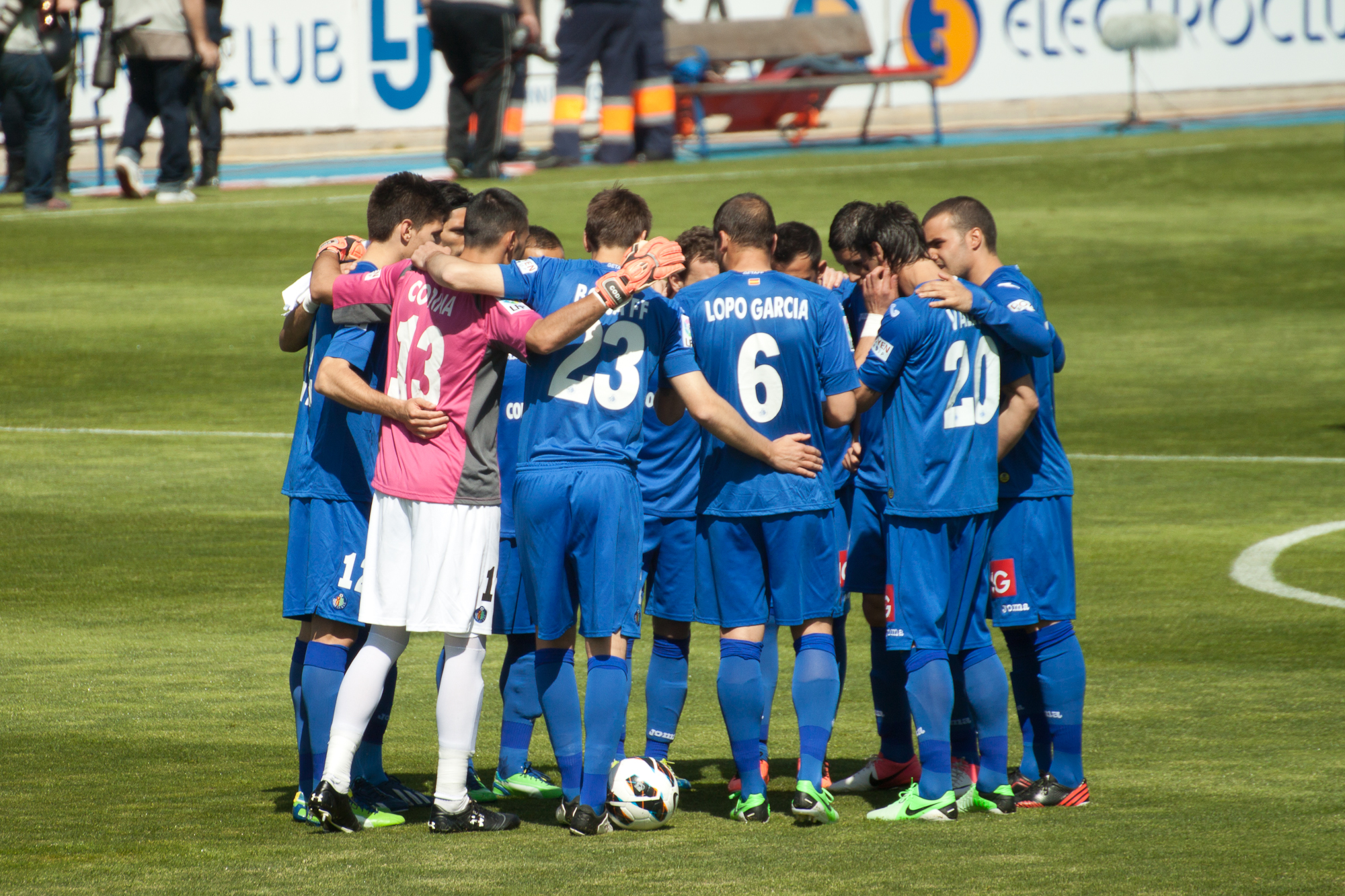
Equipo del Getafe temporada 2012–13, reunido momentos antes del inicio del partido. Partido celebrado el 21-04-2013 entre el Getafe – Español correspondiente a La Liga.

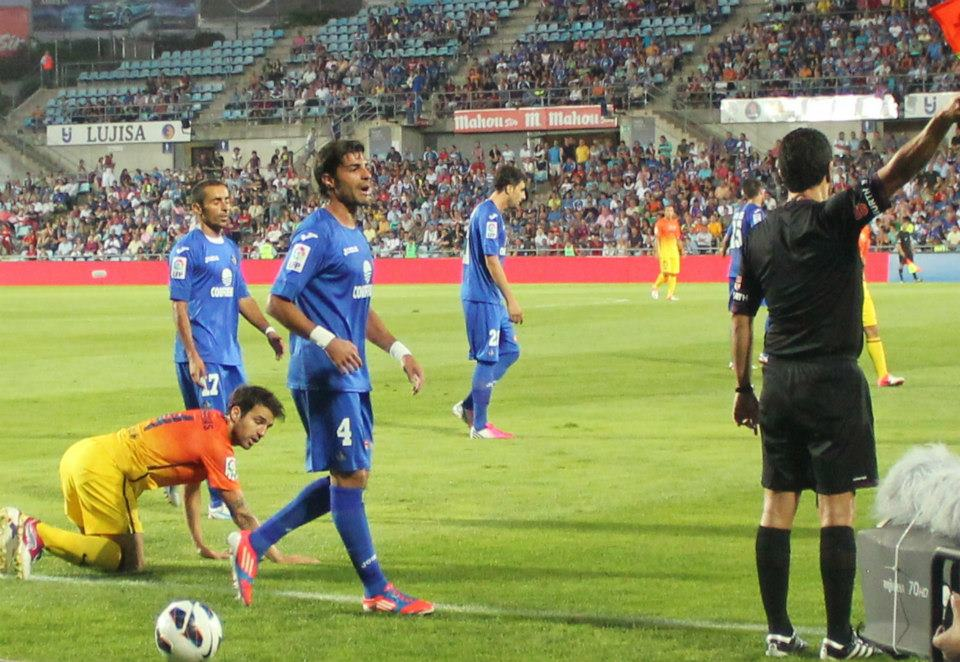
Partido disputado entre el Getafe y el Barcelona.

En la siguiente temporada finaliza el contrato de Míchel como entrenador y se ficha a Luis García Plaza por un periodo de tres años. Al club retornan jugadores como Daniel Güiza, Pedro León o Alexis Ruano, destacando el canterano Abdelaziz Barrada y el portero cedido por el Valencia, Miguel Ángel Moyá. Tras un mal inicio de temporada el equipo consigue una regularidad que le hace alcanzar la permanencia a cinco jornadas del final de liga, desaprovechando la oportunidad de alcanzar puestos europeos en el último tramo de la competición.
El 21 de abril de 2011 se hace oficial, por parte del grupo inversor Royal Emirates Group de Dubái (Emiratos Árabes Unidos), la compra de la sociedad anónima deportiva. Esta información se confirma el día 25 de abril de 2011 por parte del presidente del club Ángel Torres Sánchez en rueda de prensa, y se comunica que entraría en vigor el 1 de julio de 2012. Pasado un año, por informaciones contradictorias por parte de la dirección del club y de Royal Emirates Group se desconocía cual había sido el acuerdo firmado entre ambos, y el futuro del mismo. El 27 de junio de 2012 se hace público que una supuesta trama de estafadores encabezada por el empresario español Joan Batalla Juanola había sido detenido el 19 de junio por los Mozos de Escuadra. Este empresario había sido inicialmente el interlocutor entre Royal Emirates Group y el Getafe C.F. Parte de la prensa deportiva interpretó que Royal Emirates Group formaba parte de la trama confundiendo a la empresa dubaití con falsos jeques y estafadores. El día 28 de junio de 2012 Royal Emirates Group comunica que emprenderá acciones legales por estos hechos, si fuese preciso.
En mayo de 2012 se hace notorio el enfrentamiento existente desde hace varias temporadas entre Ángel Torres Sánchez, presidente del club, y la afición del Getafe causada por la política social, por la falta de fomento del crecimiento de la afición, y especialmente por el precio de los abonos «económicos» que son tras el Athletic Club los de mayor precio de Primera División. Esta es la causa, según los aficionados, del continuo descenso de abonados y de la cada vez más escasa asistencia al estadio agravada por la crisis económica. El 24 de mayo de 2012, Ángel Torres realiza unas declaraciones públicas criticando la protesta de la afición azulona en las que expresa que «el Getafe tiene el [abono] más barato de Primera» y «Es un disparate. Si está de moda protestar yo me uno. Los futbolistas ganan mucho. En vez de tantos homenajes, que se rebajen el sueldo y paguen lo que supondría la bajada de los abonos». El 27 de mayo de 2012 se celebra una concentración por una plataforma de aficionados denominada «Getafe somos todos» en la puerta 0 del Coliseum en protesta por considerarse una «afición maltratada» por el club compareciendo aproximadamente quinientos aficionados del equipo. En septiembre de 2014 la Liga Nacional de Fútbol Profesional prohíbe inscribir a Pedro León.
Jugadores emblemáticos que dejan el club en esta época son Manu del Moral en la temporada 2011/12 con destino el Sevilla; Daniel Cata Díaz en la temporada 2012/13 fichado por el Atlético de Madrid y el capitán Javier Casquero, también en la temporada 2012/13 por rescisión de contrato. Todos ellos siendo capitanes del equipo en la temporada anterior a su marcha.

### Descenso a Segunda División

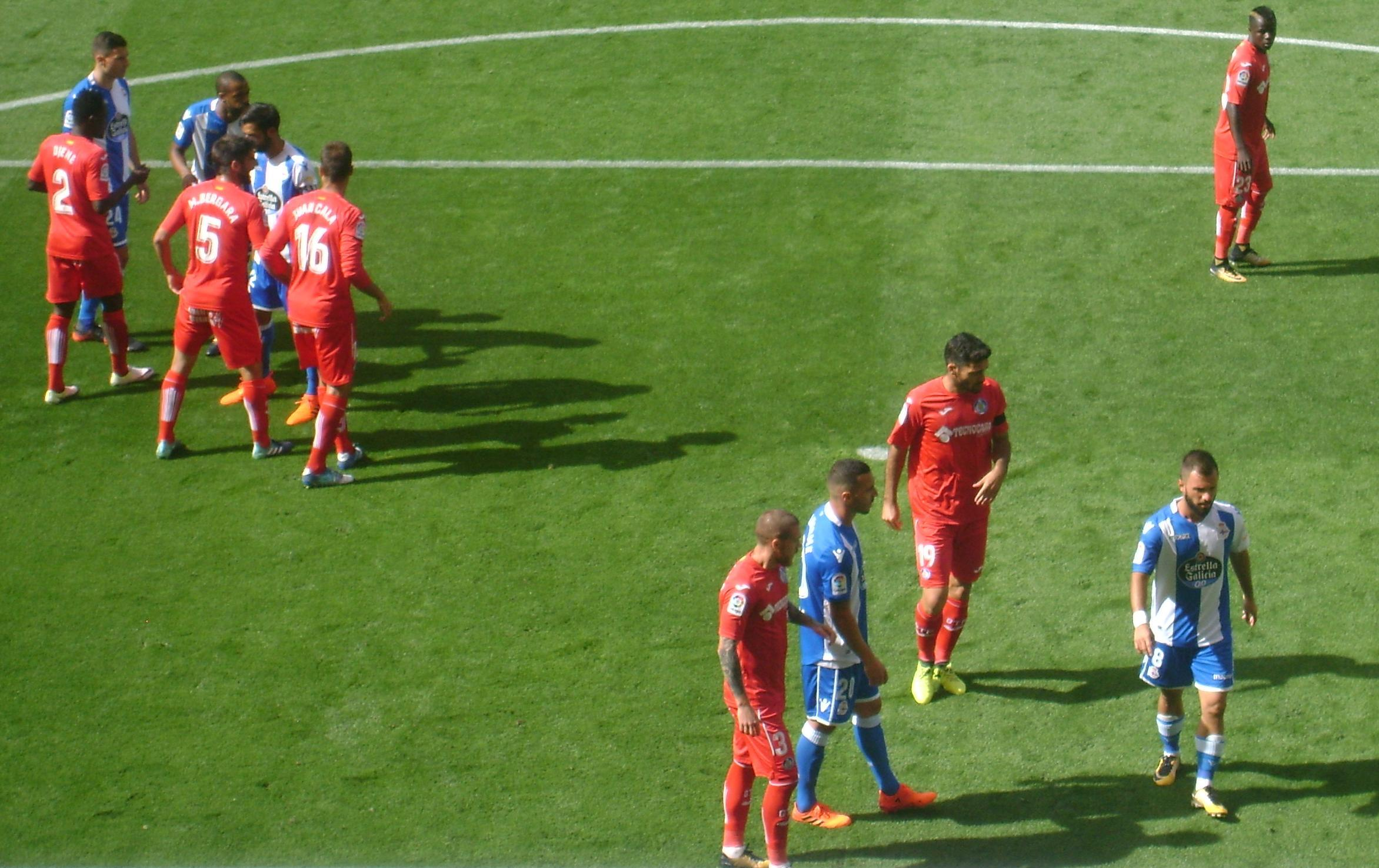
Encuentro disputado entre el Deportivo de La Coruña y el Getafe CF.

En las temporadas siguientes el Getafe comienza a tener una trayectoria mediocre en lo deportivo. El 10 de marzo de 2014 es destituido el entrenador Luis García Plaza por llevar una racha de doce jornadas seguidas sin obtener la victoria y estar a un punto sobre el descenso. Es sustituido por el exjugador del Getafe Cosmin Contra logrando la salvación en el último partido con victoria en el Estadio de Vallecas en la última jornada de la temporada.
En la temporada 2014-15 la deriva deportiva no mejora. Al inicio de 2015 el entrenador Cosmin Contra deja el club para marcharse al Guangzhou R&F FC sustituyéndole Quique Sánchez Flores. Este a su vez también deja el club pocas semanas después por desavenencias con el presidente Ángel Torres y la venta de fichas de jugadores. Hasta final de temporada le sustituye Pablo Franco Martín que era técnico del filial. Se consigue la permanencia con 37 puntos en el décimo quinto puesto con veintiuna derrotas, siete empates y diez victorias.
Para la temporada 2015-16 se contrata a Fran Escribá alcanzando veintiséis puntos en la jornada 20 que sitúan al equipo en la décima posición. Pero una larga racha de derrotas hacen que en la jornada 32 con veintiocho puntos (únicamente dos empates en doce jornadas) el equipo esté en la décima novena posición y Fran Escribá sea sustituido por Juan Eduardo Esnaider. Se produce una reacción final consiguiendo ocho puntos en las cinco jornadas siguientes, pero una derrota en el último partido de la temporada contra Real Betis Balompié en el estadio Benito Villamarín el 15 de mayo de la temporada 2015/2016 hace que, por primera vez en su historia, el Getafe descienda a Segunda División tras doce años consecutivos en la máxima categoría. Le acompañan en el descenso el Rayo Vallecano de Madrid y el Levante Unión Deportiva.

### Era Bordalás

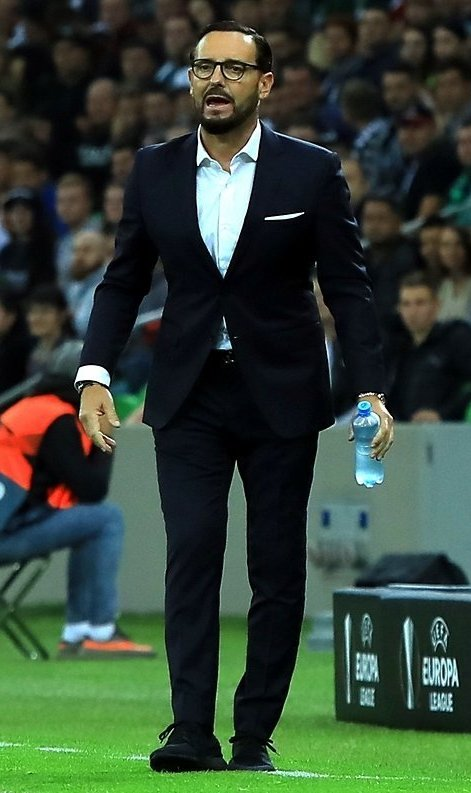
José Bordalás.

Para la temporada 2016-17 se mantiene como entrenador a Juan Eduardo Esnaider y se renueva de manera importante la plantilla. Salen del equipo entre otros: Pedro León, Pablo Sarabia y Álvaro Vázquez, además de los que cumplían fin de cesión. Son fichados un número importante de jugadores, destacando principalmente Jorge Molina, Francisco Portillo, Daniel Pacheco y Alejandro Faurlín. Retorna al club el Cata Díaz procedente del Boca Juniors y Juan Cala de una fugaz cesión al FK Anzhí Majachkalá. En el mercado de invierno también regresa Sergio Mora traspasado desde el UCAM Murcia
El inicio de temporada mantiene la misma tónica que la anterior, aún cambiando de categoría y con una gran renovación de jugadores en la plantilla. En la jornada 7, tras una derrota en casa ante el Girona F. C, con solo seis puntos y en la penúltima posición de la tabla, es destituido Juan Eduardo Esnaider y se contrata a José Bordalás para revertir la situación. Se produce un cambio radical en el equipo y se consigue finalizar la temporada regular en tercera posición con 68 puntos y con opciones de alcanzar puestos de ascenso directo hasta la penúltima jornada.
Se juega la fase de eliminatoria de ascenso siendo el primer contrincante en semifinales la S. D Huesca, venciéndole la eliminatoria a doble partido por un total de 5 a 2 a favor del Getafe. La final se juega contra el C. D Tenerife que había eliminado al Cádiz C.F empatando en el cómputo global por 1 a 1 y prevaleciendo la posición final superior en la fase regular: cuarta contra quinta. El 21 de junio de 2017 se juega el partido de ida en el Heliodoro Rodríguez López venciendo el C. D. Tenerife gracias al único gol en el partido de Jorge Sáenz. El 24 de junio de 2017 se juega el partido de vuelta en el Coliseum venciendo el Getafe C. F. con goles primero de Alejandro Faurlín en el minuto 9, de Dani Pacheco en el 13, de Anthony «Choco» Lozano para el C. D. Tenerife en el 17 y el segundo de Dani Pacheco en el minuto 37 estableciendo un resultado final de 3 a 1 a favor del Getafe C. F con un resultado global de la eliminatoria de 3 a 2 también a favor del Getafe C. F. El equipo consigue por segunda vez en su historia el ascenso a Primera División y como la primera vez con un partido contra el C. D. Tenerife.
En el regreso a Primera División en la temporada 2017-18 se renueva a José Bordalás siendo su primera temporada dirigiendo a un club en primera división. Djené, Mauro Arambarri, Mathias Olivera, Leandro Cabrera y Ángel Rodríguez entre otros, pasan a formar parte del club en esta temporada. Mehdi Lacen, Alejandro Faurlín y el Cata Díaz finalizan su relación con el club. Como hecho destacado, el 8 de septiembre de 2017 se celebra por primera vez en Primera División el derbi histórico en el estadio municipal de Butarque contra el Club Deportivo Leganés con una victoria a domicilio 1 a 2, con goles de Mauro Arambarri y Álvaro Jiménez por parte del equipo de Getafe, y de Guerrero por parte del Leganés. Se consigue realizar un muy buen año logrando el octavo puesto con 55 puntos (quince victorias, diez empates y trece derrotas) con opciones de conseguir plaza en competición europea.
En la temporada 2018-19 se fichan a David Soria, Vitorino Antunes, Nemanja Maksimović y Jaime Mata. Son bajas destacadas Vicente Guaita, Sergio Mora y Daniel Pacheco. Se consiguen registros históricos alcanzando el quinto puesto (quince victorias, catorce empates, nueve derrotas), el mejor hasta la fecha, y permaneciendo gran parte de la temporada en puestos de Liga de Campeones. En la Copa del Rey se consigue llegar hasta cuartos de final, siendo eliminado por el Valencia C.F. que finalmente fue el campeón del torneo. El delantero del Getafe Ángel consiguió el distintivo de máximo goleador del torneo con cinco tantos.
La temporada 2019-20 disputa su tercera Liga Europa de la UEFA gracias al quinto puesto alcanzado la temporada anterior. Como nuevas incorporaciones destacadas se puede referir a Allan Romeo Nyom y Marc Cucurella, las cesiones de Deyverson y Kenedy, y como baja reseñable la de Leandro Cabrera. Encuadrado en el grupo C con Basilea, Krasnodar y Trabzonspor obtiene el segundo puesto (cuatro victorias, cero empates y dos derrotas) que le permite el pase a 1/16 de final. La eliminatoria se disputa contra el Ajax de Ámsterdam, mejor tercero de la fase de grupo de la Liga de Campeones de la UEFA, a doble partido. El 20 de febrero de 2020 se celebra el primer partido en el Coliseum con un resultado de 2 a 0 a favor del Getafe con goles de Deyverson y Kenedy. El 27 de febrero se celebra en el Johan Cruyff Arena la vuelta de la eliminatoria con un resultado de 2 a 1 a favor del Ajax de Ámsterdam que permitiría al Getafe disputar la siguiente fase del torneo. Jaime Mata inauguró el marcador a favor del Getafe y, posteriormente Danilo Pereira da Silva y Mathias Olivera en propia puerta marcaron a favor del Ajax.La eliminatoria de 1/8 de final debía disputarse frente el Inter de Milán a doble partido, pero a causa de la pandemia de covid19 fue aplazado hasta el 5 de agosto de 2020 a partido único a puerta cerrada en el Arena AufSchalke en Alemania. El resultado fue de 2 a 0 a favor del Inter de Milán con goles de Lukaku y Eriksen finalizando el Getafe su participación en el torneo.En su participación en la Liga finaliza en octavo puesto con 54 puntos (catorce victorias, doce empates, doce derrotas) fuera de los puestos que permitían la participación europea aun estando entre los puestos 3 y 7 desde las jornadas 13 a la 37 de la temporada.
La temporada 2020-21 queda señalada por las restricciones impuestas por la pandemia. En el capítulo de fichajes es reseñable el alta de Enes Ünal en el mercado estival y la cesión de Carles Aleñá en el mercado de invierno, y las bajas de Jorge Molina y Vitorino Antunes. La temporada resulta ser mediocre en comparación con las anteriores finalizando en el décimo quinto con 38 puntos (nueve victorias, once empates, dieciocho derrotas). Esta sería la última temporada de José Bordalás como entrenador del Getafe finalizando su contrato y fichando por el Valencia Club de Fútbol para la siguiente campaña. Para su sustitución se contrata a Míchel González que retorna al banquillo del club azulón.

### Últimas temporadas (actualidad)
El Getafe en la temporada 2021-22 se realiza el traspaso definitivo de Carles Aleñá al club. Son bajas destacadas Francisco Portillo, Ángel Rodríguez, Allan Nyom y Marc Cucurella. El comienzo de la temporada es desastroso. En las ocho primeras jornadas sólo se ha conseguido un punto y se ocupa la última posición de la tabla a cinco de la permanencia. La situación se hace insostenible y Míchel es destituido ocupando su lugar Quique Sánchez Flores que vuelve por tercera vez a entrenar al Getafe. El equipo se sobrepone, y gracias a una buena racha de partidos y a los dieciséis goles que marca Enes Ünal en la temporada, el Getafe consigue la permanencia matemática en la penúltima jornada con un empate a cero contra el Fútbol Club Barcelona obteniendo finalmente el décimo quinto puesto con 39 puntos (ocho victorias, quince empates y quince derrotas).
Quique Sánchez Flores es renovado para la temporada 2022-23 y se realiza una gran renovación de la plantilla. Destaca la baja de Mathías Olivera que es fichado por el S. S. C. Napoli. La temporada se inicia nuevamente de manera irregular con falta de jugadores en puestos claves o la incorporación a finales de agosto de fichajes como el de Omar Alderete o Munir El Haddadi. El resto de la temporada mantiene esa irregularidad hasta que el 27 de abril de 2023 es destituido Quique Sánchez Flores dejando al equipo en décimo octavo puesto con 31 puntos (siete victorias, diez empates y catorce derrotas), en su lugar es contratado in extremis José Bordalás hasta final de temporada esperando conseguir una complicada salvación en los siete partidos restantes. El equipo consigue la permanencia en la última jornada contra el Real Valladolid Club de Fútbol en el estadio José Zorrilla consiguiendo un empate a cero que a su vez condenaría al equipo local al descenso. El equipo finalizaría la temporada en el décimo quinto puesto con 42 puntos (diez victorias, doce empates y dieciséis derrotas). Los jugadores más destacados fueron Enes Ünal y Borja Mayoral marcando catorce y ocho, goles respectivamente, y David Soria Solís consiguiendo un valioso séptimo puesto en el Trofeo Zamora.
Para la temporada 2023-24 se renueva a José Bordalás consiguiendo mantener holgadamente la categoría finalizando en el duodécimo puesto con 43 puntos (diez victorias, trece empates y quince derrotas). Todo ello pese al elevado número de bajas y lesionados de larga duración que afectó sobre todo en la segunda mitad de la temporada. Hechos destacables fueron la cesión por un año de Mason Greenwood por parte del Manchester United F.C. que había estado apartado una temporada de la competición por cuestiones extradeportivas. También el Trofeo Zarra conseguido por Borja Mayoral con quince tantos en la Liga a pesar de permanecer lesionado los tres últimos meses. Bajas destacadas son las de Enes Ünal, Stefan Mitrović y Damián Suárez en el mercado de invierno, y las de Jaime Mata y Nemanja Maksimović al final de la temporada.
La temporada 2024-25 es la vigésima temporada del Getafe C.F. en Primera División. El comienzo de la temporada vuelve a ser tremendamente difícil al no conseguirse el fichaje de suficientes jugadores. Incluso se anula un partido de pretemporada contra el Albacete Balompié por no disponer de suficientes jugadores. El Fair-play financiero impuesto por LaLiga impide el movimiento en el mercado futbolístico haciendo muy complicada la entrada y salida de jugadores. Toda la temporada y en especial la primera fase de la temporada se juega con un equipo de "circunstancias" en las que se convocan jugadores del filial, sin experiencia en la primera categoría o se alinean jugadores en puestos que son diferentes a los que juegan normalmente. El equipo con gran irregularidad cubre varias fases: una inicial en la que se mantiene en la competición gracias a muchos empates, una intermedia en la que el equipo encadena un número elevado de victorias y buen juego, y una etapa final de mal juego, con derrotas continuadas, en la que por fin en la penúltima jornada se logra alcanzar el objetivo de mantener la categoría tras seis derrotas consecutivas. El equipo finaliza decimotercero con 42 puntos (once victorias, nueve empates y dieciocho derrotas) pero a solo dos puntos del descenso. Aún así, como hechos a destacar, es el elevado número de victorias a domicilio (siete) y el balance goleador de Mauro Arambarri con 10 tantos.

## Símbolos

### Escudo

Escudo de la ciudad de Getafe.

El escudo oficial del club es una adaptación del escudo de la localidad sobre un aro de color azul con el nombre del equipo y coronando con un balón de fútbol.
En la temporada 2013-14, con motivo de la conmemoración de la décima temporada en Primera División se incorpora al escudo un marco circular con la siguiente leyenda en letras doradas: «2004-2014 10 AÑOS EN PRIMERA» y adornado por la representación de dos ramas de laurel doradas.

### Himno
El himno del Getafe es una adaptación de Mariano Moreno Quirós del himno escrito por Manuel Bengoa, periodista y uno de los fundadores del Club Getafe Deportivo en el año 1923. La música utilizada por aquel entonces era la del Canto a la espada de la zarzuela El huésped del sevillano.
«Oh, Getafe Deportivo,

siempre alcanzas la victoria

y tus triunfos son motivo

que te llevan a la gloria»
Primera estrofa del himno del Getafe Deportivo
Letra: Manuel Bengoa

#### Otros himnos
Aparte del himno oficial existen varias canciones de grupos musicales, que son homenaje al Getafe Club de Fútbol y que son utilizadas como himnos alternativos del equipo.
- ¡Vamos Getafe! del grupo ferrolano Los Limones que con motivo de la primera final de copa del rey que disputó el equipo en 2007 fue compuesto a petición de la cadena de radio Onda Madrid.
- Marea azul del grupo getafense de rock Listea.
- Teñirse de azul del grupo heavy de Getafe Discípulos de Salieri.
- Los humildes al poder compuesto e interpretado por el artista getafense Fernando Sierra.
- Getafe C.F. compuesta por el grupo de rap Mar Negro.
- No somos afición. compuesta por el grupo Laeme en 2023

## Uniforme
El color del uniforme principal es el azul oscuro o azulón, similar al de la ropa profesional utilizada en la construcción o las fábricas. Otra versión, sin embargo, apunta al color del manto de la Virgen de los Ángeles, santa patrona de Getafe. Estos colores eran los utilizados por el desaparecido Club Getafe Deportivo fundado en 1923.
Normalmente la segunda equipación ha sido enteramente de color rojo, aunque en distintas temporadas se ha optado por otros colores diferentes.

### Uniforme Temporada 2025–26[57]
- Uniforme titular: Camiseta, pantalón y medias color azul. Doble línea en el lado izquierdo del frontal con los colores de las otras dos equipaciones. Mismo detalle en cuello, mangas y medias. El diseño de la camiseta es homenaje a la equipación de la primera participación en competición europea.
- Segundo uniforme: Camiseta, pantalón y medias color rojo. Doble línea en el lado izquierdo del frontal con los colores de las otras dos equipaciones. Mismo detalle en cuello, mangas y medias.
- Tercer uniforme: Camiseta, pantalón y medias color amarillo. Doble línea en el lado izquierdo del frontal con los colores de las otras dos equipaciones. Mismo detalle en cuello, mangas y medias.

La firma deportiva oficial durante la temporada 2025-26 es Joma, mientras que los patrocinadores que tienen publicidad en el uniforme, son: Tecnocasa Group, ODTY News, Lowi, Mapei y Grand Class.

### Evolución del uniforme
| 2008-09 | 2009-10 | 2010-11 | 2011-12 | 2012-13 |
| 2013-14 | 2014-15 | 2015-16 | 2016-17 | 2017-18 |
| 2018-19 | 2019-20 | 2020-21 | 2021-22 | 2022-23 |
| 2023-24 | 2024-25 | 2025-26 |         |         |

### Proveedores a lo largo de los años
| Temporadas      | Proveedor | Logo |  |
| --------------- | --------- | ---- |  |
| ?-1994          | Lotto     |      |  |
| 1994-1996       | Joma      |      |  |
| 1996-1997       | Murman    |      |  |
| 1997-1999       | Bemiser   |      |  |
| 1999-2002       | Joma      |      |  |
| 2002-2004       | Brokal    |      |  |
| 2004-Actualidad | Joma      |      |  |

### Patrocinadores a lo largo de los años
| Temporadas              | Patrocinador          | Tipo                                  |
| ----------------------- | --------------------- | ------------------------------------- |
| 1985-1986               | Codere                | Casa de apuestas                      |
| 1986-1987               | Getafe 3              | Centro comercial en el Sector 3       |
| 198?-1995               | Herba S. A.           | Constructora                          |
| 1995-1999               | Getafe Ciudad abierta | Patrocinio institucional              |
| 1999-2001               | Puertas Visel         | Fábrica de puertas de Villacañas      |
| 2001-2002               | Lujisa S. A.          | Suministros eléctricos                |
| 2002-2003               | Sacresa               | Promotor inmobiliario de Barcelona    |
| 2003-2005               | Opción Centro de Ocio | Centro comercial en Alcorcón          |
| 2005-2006               | Cooperativa PSG       | Propietarios de suelos de Getafe      |
| 2006-2009               | Grupo Galco           | Constructora                          |
| 2009-2012               | Burger King           | Establecimientos de comida rápida     |
| 2012-2014               | Confremar             | Proveedor mayorista de alimentos      |
| 2014-Actualidad         | Tecnocasa Group       | Inmobiliaria                          |
| 2019-2020 (Liga Europa) | Libertex              | Broker online propiedad de Forex Club |

## Estadio
El estadio del club es el Coliseum, situado en Getafe (Madrid) y es de propiedad municipal. Inicialmente se puso el nombre del estadio en honor del exjugador de fútbol de la localidad, Alfonso Pérez. Por un acuerdo en 2022 con el ayuntamiento el club se reservaba la opción de cambiar el nombre con fines comerciales. En 2023, a causa de una declaración controvertida del futbolista y tras consultarlo con el club, el ayuntamiento decide cambiar el nombre a únicamente Coliseum. Este estadio fue construido en 1998 y actualmente, tras la aplicación de la una grada en el fondo sur, tenía una capacidad de 16 500 personas. En junio de 2025 se iniciaron las obras de reforma del estadio para su cierre y techado, y se estima que se alcanzarán los 18.500 asientos. Está previsto que las obras duren 30 meses. El Getafe C. F. juega en este estadio desde el 30 de agosto de 1998, fecha en la que el equipo jugó su primer partido contra el Talavera Club de Fútbol, aunque la inauguración oficial se produce unos días más tarde, el 2 de septiembre, con un partido triangular que contaría con la presencia del Club Atlético de Madrid, Borussia Dortmund y Feyenoord de Róterdam. A 200 m del Coliseum está la Ciudad Deportiva Fernando Santos de la Parra, un recinto con cinco campos de fútbol y diversas instalaciones deportivas en las cuales entrenan los equipos del Getafe Club de Fútbol.
Al estadio se puede llegar, por transporte público, en las líneas de autobús interurbanas 443, 448, 488, los nocturnos N805 y N807 y la línea urbana 3. En Metro, la Estación de Los Espartales de la línea 12 es la más cercana al recinto. Y en Cercanías, la Estación de Las Margaritas Universidad de la Línea C-4 y la Estación de El Casar de la línea C-3 son las más próximas al campo de fútbol.
Antes de 1998, los equipos del club jugaban y entrenaban en el estadio de fútbol del barrio getafense de Las Margaritas, el cual tenía una capacidad mucho menor que el actual. Posteriormente jugaron en el estadio Juan de la Cierva del barrio Juan de la Cierva dos temporadas de modo provisional hasta la construcción del nuevo estadio.
- Estadio Municipal Las Margaritas (1983–1996)
- Estadio Juan de la Cierva (1996–1998)
- Estadio Coliseum Getafe (1998-act)

## Datos del club
- Temporadas en 1.ª: 21
- Temporadas en 2.ª: 13[n 1]
- Temporadas en 2.ª B: 11
- Temporadas en 3.ª: 19[n 2]
- Temporadas en categorías regionales: 20[n 3]
- Mayor goleada conseguida como local:
  - En campeonatos regionales: Getafe C. F. 8 – Rayo Los Ángeles 0 (2.ª Regional Ordinaria Castellana 22-1-1984) (resultado repetido varias veces).
  - En campeonatos nacionales: Getafe C. F. 9 – Atlético Arona 1 (Campeonato de España de Aficionados 11-5-1986).
  - En campeonatos internacionales: Getafe C. F. 3 – A. E. K. Atenas 0 (Copa de la UEFA 21-2-2008) y Getafe C. F. 3 – F. C. Krasnodar 0 (Liga Europa de la UEFA 12-12-2019).
- Mayor goleada conseguida como visitante:
  - En campeonatos regionales: Relámpago Pan Bendito 0 - Getafe C. F. 7 (1.ª Regional Ordinaria Castellana 24-3-1985).
  - En campeonatos nacionales: C. F. Tardienta 0 – Getafe C. F. 12 (Copa del Rey 1-11-2023).
  - En campeonatos internacionales: S. L. Benfica 1 – Getafe C. F. 2 (Copa de la UEFA 6-3-2008)
- Mayor goleada encajada como local:
  - En campeonatos regionales: Getafe C. F. 2 - C. D. San Fermín 3 (1.ª Regional Ordinaria Castellana 10-2-1985).
  - En campeonatos nacionales: Getafe C. F. 1 – Real Madrid 5 (Primera División 16-4-2016).
  - En campeonatos internacionales: Getafe C. F. 0 – VfB Stuttgart 3 (Liga Europa de la UEFA 4-11-2010).
- Mayor goleada encajada como visitante:
  - En campeonatos regionales: C. D. Vicálvaro 4 - Getafe C. F. 0 (1.ª Regional Preferente Castellana 10-11-1985).
  - En campeonatos nacionales: Rayo Vallecano 10 – Getafe Deportivo 0 (Tercera División 16-02-1964) y C. D. Castellón Amateur 10 – Getafe C. F. 0 (Campeonato de España de Aficionados 22-6-1986)
  - En campeonatos internacionales: BSC Young Boys 2 – Getafe C. F. 0 (Liga Europa de la UEFA 30-9-2010).
- Mejor puesto al terminar la liga: 5.º (temporada 2018–19)
- Peor puesto al terminar la liga: 19.º (temporada 2015–16)
- Posición histórica: 21.º
- Traspasos más caros:
  - Altas: Nemanja Maksimović (Valencia Club de Fútbol) – 10.000.000 € (2018-19)[68][69] y Marc Cucurella (Fútbol Club Barcelona) – 10.000.000 € (2020-21)[70]
  - Bajas: Marc Cucurella (Brighton & Hove Albion Football Club) – 18.000.000 € (2021-22)[71]

Nota: En cursiva, estadísticas pertenecientes conjuntamente con el Getafe Deportivo.
1. ↑  Sumando las temporadas del Getafe Deportivo (6) y las del Getafe C. F. (7).
2. ↑  Sumando las temporadas del Getafe Deportivo (18) y las del Getafe C. F. (1).
3. ↑  Sumando las temporadas del Club Getafe Deportivo Foot-ball Club (4), Getafe Deportivo (13) y las del Getafe C. F. (3).

## Presidentes
Desde el primer presidente del Getafe, Filiberto Montagud, hasta el actual, Ángel Torres Sánchez, la relación de presidentes es:
| Temporadas  | Presidentes                                     |
| ----------- | ----------------------------------------------- |
| 1983/1992   | Antonio de Miguel Navas                         |
| 1992/1993   | Antonio de Miguel Navas / Francisco Flores Díaz |
| 1993/2000   | Francisco Flores Díaz                           |
| 2000/2001   | Francisco Felipe Gónzalez Gervaso               |
| 2001/2002   | Javier Domingo Rebosio / Ángel Torres Sánchez   |
| 2002/Actual | Ángel Torres Sánchez                            |

### Organigrama actual
Actualizado el 10 de agosto de 2025.
- Consejo de Administración
  - Presidente:  Ángel Torres Sánchez
  - Vicepresidente 1.º:  Felipe Triguero Escobar
  - Vicepresidente 2.º:  Valentín Sánchez Girón
  - Vocal Tesorero:  María de los Ángeles Carlos Vara
  - Vocal:  Damián Jiménez Fraile
  - Secretario del Consejo de Administración:  Juan Leif Pérez-Preus
- Direcciones de Áreas y Departamentos
  - Dirección General:  Antonio Sánchez Mora
  - Dirección Deportiva:
    - Director Deportivo:  Toni Muñoz
    - Secretario Técnico:  Gonzalo Fernández
    - Responsable Categorías Inferiores:  Manuel Alcázar
    - Coordinador Categorías Inferiores:  Ricardo Caballero
    - Responsable Fútbol Base:  Sergio Pachón
    - Coordinador Fútbol Base:  Eugenio Mancha

  - Administración y Operaciones:  José Antonio Ramírez
  - Finanzas y Contabilidad:
    - Directora Financiera:  María de los Ángeles Carlos Vara
    - Tesorería:  Patricia Torres

  - Servicios Médicos:
    - Medico:  Cristopher Oyola Palacios
    - Médico:  Ana de la Torre Combarros
    - Fisioterapeuta:  Álvaro García Zudaire

  - Comunicación, Digital, Mercadotecnia y Protocolo:
    - Dirección de Comunicación y Estrategia Digital:  Marco Rocha
    - Dirección Digital y Tecnología:  David Torres
    - Director de Mercadotecnia:  Alberto Heras
    - Directora de Protocolo:  Nerea Alonso Torres

  - Resp. Cumplimiento Normativo:  Juan Leif Pérez-Preus
- Fundación Getafe C. F.[73]
  - Presidente:  Ángel Torres Sánchez
  - Directora:  Inés Martín
  - Director Escuela:  Sergio Pachón
  - Responsable:  Eugenio Mancha
  - Coordinador de Captación:  Cristoffer Álvarez
  - Coordinador:  Javier Madrid
    - Comunicación y Redes:  María Failde
    - Psicóloga:  Ana Huetos Cuesta
    - Nutricionista:  Sergio Ibiricu
    - Podóloga:  Paula Rodríguez
    - Encargado Vestuarios:  Alfonso Sánchez
    - Médicos:  Joaquín Peiró,  Ana de la Torre,  Blanca Rodríguez
    - Fisioterapeutas:  Carlos López,  Alba Torres,  Sara Barberá,  Diego Saz
    - Readaptadores:  Manuel Salinas,  David Millán
    - Entrenadores de Porteros:  Daniel Ceballos,  Yeray Sánchez,  Luis Sánchez
    - Encargado Material:  Alberto Pascual

## Organigrama deportivo

### Plantilla y cuerpo técnico
- Los jugadores con dorsales superiores al 25 son, a todos los efectos, jugadores de categorías inferiores del club y como tales, podrán compaginar partidos con el primer y segundo equipo. Como exigen las normas de la Liga Nacional de Fútbol Profesional, los jugadores de la primera plantilla deberán llevar los dorsales del 1 al 25. Del 26 en adelante serán jugadores del equipo filial.
- Los equipos españoles, de primera y segunda división, están limitados a tener en la plantilla un máximo de tres jugadores sin pasaporte de la Unión Europea o comunitarios B. La lista incluye sólo la principal nacionalidad de cada jugador, algunos de los jugadores no europeos tienen doble nacionalidad de algún país de la UE:
  - Mauro Arambarri posee la doble nacionalidad uruguaya y española.
  - Peter González posee la doble nacionalidad dominicana y española.
  - Yvan Neyou posee la doble nacionalidad camerunesa y francesa.

### Jugadores cedidos a otros equipos
Actualizado el 25 de julio de 2025
| Cesiones      |          |                      |                            |       |  |
| Jugador       | Posición | Destino              | Tipo                       | Cobro |  |
| Juan Berrocal | Defensa  | Atlanta United F. C. | Cesión con opción a compra |       |  |

### Altas 2025-26
Actualizado el 29 de julio de 2025
| Altas             |                |                      |                            |           |
| Jugador           | Posición       | Procedencia          | Tipo                       | Coste     |
| Jonathan Silva    | Defensa        | Pafos F. C.          | Vuelve de cesión           |           |
| Carles Aleñá      | Centrocampista | Deportivo Alavés     | Vuelve de cesión           |           |
| Juanmi Jiménez    | Delantero      | Real Betis           | Traspaso                   | 1.2M €    |
| Yvan Neyou        | Centrocampista | C. D. Leganés        | Libre                      |           |
| Kiko Femenía      | Defensa        | Villarreal C. F.     | Libre                      |           |
| Adrián Liso       | Delantero      | Real Zaragoza        | Cesión                     |           |
| Álex Sancris      | Centrocampista | Burgos C. F.         | Libre                      |           |
| "Davinchi" Cordón | Defensa        | Recreativo de Huelva | Traspaso                   | 600.000 € |
| Javi Muñoz        | Centrocampista | U. D. Las Palmas     | Libre                      |           |
| Coba da Costa     | Delantero      | Getafe C. F. "B"     | Promoción                  |           |
| Mario Martín      | Centrocampista | Real Madrid C. F.    | Cesión con opción a compra |           |
| Abdel Abqar       | Defensa        | Deportivo Alavés     | Libre                      |           |

### Bajas 2025-26
Actualizado el 12 de agosto de 2025
| Bajas            |                |                      |                 |         |
| Jugador          | Posición       | Destino              | Tipo            | Cobro   |
| Bertuğ Yıldırım  | Delantero      | Stade Rennes F. C.   | Fin de cesión   |         |
| Ramón Terrats    | Centrocampista | Villarreal C. F.     | Fin de cesión   |         |
| Carles Pérez     | Delantero      | Celta de Vigo        | Fin de cesión   |         |
| Álvaro Rodríguez | Delantero      | Real Madrid Castilla | Fin de cesión   |         |
| Juanmi Jiménez   | Delantero      | Real Betis           | Fin de cesión   |         |
| Allan Nyom       | Defensa        | Bandera de ?         | Fin de contrato |         |
| Yellu Santiago   | Centrocampista | Hellas Verona F. C.  | Fin de contrato |         |
| Juan Bernat      | Defensa        | Bandera de ?         | Fin de contrato |         |
| Jonathan Silva   | Defensa        | Johor DT             | Libre           |         |
| Carles Aleñá     | Centrocampista | Deportivo Alavés     | Traspaso        | 1M €    |
| Omar Alderete    | Defensa        | Sunderland A. F. C.  | Traspaso        | 11.5M € |

### Jugadores con más partidos
Actualizado el 17 de agosto de 2025.
En negrita jugadores que están en el equipo.
| Pos. | Jugador                            | Partidos* |
| ---- | ---------------------------------- | --------- |
| 1.°  | Pedro Sánchez Caballero ***        | 336       |
| 2.°  | Ángel Martínez Izquierdo "Angelín" | 319       |
| 3.°  | Damián Suárez                      | 295       |
| 4.°  | Djené Dakonam                      | 293       |
| 5.°  | David Soria                        | 264       |
| 6.°  | José Alfonso **                    | 261       |
| 7.°  | "Cata" Díaz                        | 237       |
| 8.°  | Javier Casquero                    | 231       |
| 9.°  | Mauro Arambarri                    | 231       |
| 10.° | Nemanja Maksimović                 | 222       |

(*) Se contabilizan datos de todas las competiciones oficiales. No se muestran datos de categorías inferiores a Segunda "B".
(**) Como Getafe Deportivo.
(***) Como Getafe Deportivo y Getafe C. F.

### Jugadores con más goles
Actualizado al último partido el 24 de mayo de 2025.
En negrita jugadores que están en el equipo.
| Pos. | Jugador               | Goles* |
| ---- | --------------------- | ------ |
| 1.°  | Antonio Rivera        | 81     |
| 2.°  | Jorge Molina          | 52     |
| 3.°  | Ángel                 | 46     |
| 4.°  | Jaime Mata            | 46     |
| 5.°  | Manu del Moral        | 39     |
| 6.°  | Borja Mayoral         | 38     |
| 7.°  | Sebas I               | 36     |
| 8.°  | Enes Ünal             | 36     |
| 9.º  | José Ángel Salazar ** | 34     |
| 10.º | Roberto Soldado       | 33     |

(*) Se contabilizan datos de todas las competiciones oficiales. No se muestran datos de categorías inferiores a Segunda "B".
(**) Como Getafe Deportivo.

### Jugadores
Dado el variado contexto en el que se ha visto envuelto el club a lo largo de su historia reciente, desde los modestos inicios del club tras la desaparición del Club Getafe Deportivo en 1983 hasta la participación en varias competiciones europeas desde el año 2007, las características de los jugadores del Getafe C.F. han sido muy diversas.
Ya en el extinto Club Getafe Deportivo jugó, en las temporadas 1956-57 y 1957-58, el jugador, entrenador y seleccionador nacional Luis Aragonés. Los primeros jugadores "estrella" de este equipo en los años 80 eran entre otros: Collado, Rebollo, Corona, Carlete, etc. Los jugadores del Getafe C.F. por aquella época eran mayoritariamente madrileños. El ascenso del Getafe C.F. a Primera División conllevó una política de fichajes y cesiones de jóvenes promesas del fútbol nacional, mayoritariamente de las canteras del Valencia CF, Atlético de Madrid y Real Madrid. Muchos de ellos han sido jugadores de las categorías inferiores y/o absoluta de la selección española, como Gabi, Moyá, Dani Parejo, Paco Alcácer, Pablo Sarabia, Emi Buendia o Álvaro Vázquez.
Ha tenido cinco jugadores seleccionados por la Selección española durante su estancia en el equipo: Mariano Pernía, Rubén de la Red, Manu del Moral, Jaime Mata y Marc Cucurella. Los tres primeros se encuentran actualmente retirados.
También algunos jugadores del Getafe C.F. han sido internacionales antes o después de su paso por el club: Daniel Güiza, Raúl Albiol, Roberto Soldado, etc.
Algunos ejemplos de jugadores extranjeros internacionales con otras selecciones que han pasado por el club son: Veljko Paunović, Miku Fedor, Gheorghe Craioveanu, Cosmin Contra, Roberto Abbondanzieri, Oscar Ustari, Abdelaziz Barrada, Derek Boateng, Ciprian Marica, Sammir, Cata Díaz, Emiliano Martínez, etc.

## Entrenadores

### Cronología de los entrenadores[94][95][96]
| Temporadas  | Entrenadores                                                                  |
| ----------- | ----------------------------------------------------------------------------- |
| 1983 / 1987 | Gregorio Serrano Romero                                                       |
| 1987 / 1988 | Eduardo Caturla Vázquez                                                       |
| 1988 / 1989 | Eduardo Caturla Vázquez / Félix Carlón García                                 |
| 1989 / 1993 | Fernando Sierra Rodrigo                                                       |
| 1993 / 1994 | Luis Sánchez Duque                                                            |
| 1994 / 1995 | Luis Sánchez Duque / Antonio José Rivera Mínguez / Joaquín Salmerón Vicente   |
| 1995 / 1996 | Emilio Cruz / Antonio José Rivera Mínguez / Chato González / Luis Ángel Duque |
| 1996 / 1997 | Luis Ángel Duque / Fernando Rodríguez                                         |
| 1997 / 1998 | Manuel García Calderón García Rama / Fernando Rodríguez                       |
| 1998 / 2000 | Santiago Martín Prado "Pradito"                                               |
| 2000 / 2001 | Juanjo Enríquez / Manuel Jesús Cano Martín / Gonzalo Hurtado                  |
| 2001 / 2002 | Felines                                                                       |
| 2002 / 2003 | Felines / Pepe Mel                                                            |
| 2003 / 2004 | Josu Uribe                                                                    |
| 2004 / 2005 | Quique Sánchez Flores                                                         |
| 2005 / 2007 | Bernd Schuster                                                                |
| 2007 / 2008 | Michael Laudrup                                                               |
| 2008 / 2009 | Víctor Muñoz / Míchel González                                                |
| 2009 / 2011 | Míchel González                                                               |
| 2011 / 2013 | Luis García Plaza                                                             |
| 2013 / 2014 | Luis García Plaza / Cosmin Contra                                             |
| 2014 / 2015 | Cosmin Contra / Quique Sánchez Flores / Pablo Franco Martín                   |
| 2015 / 2016 | Fran Escribá / Juan Eduardo Esnáider                                          |
| 2016 / 2017 | Juan Eduardo Esnáider / José Bordalás                                         |
| 2017 / 2021 | José Bordalás                                                                 |
| 2021 / 2022 | Míchel González / Quique Sánchez Flores                                       |
| 2022 / 2023 | Quique Sánchez Flores / José Bordalás                                         |
| 2023 /      | José Bordalás                                                                 |

## Fútbol base
El Getafe Club de Fútbol "B" es el equipo filial del Getafe C. F., actualmente juega en la Segunda Federación.  Habitualmente disputa los partidos de casa en la Ciudad Deportiva Fernando Santos de la Parra.
Además, la estructura del fútbol base, cuenta con una escuela de fútbol y equipos en otras categorías inferiores, desde prebenjamines a juveniles.
La institución cuenta, en la actualidad, con los siguientes equipos: Prebenjamín (4 equipos), Benjamín (8 equipos), Alevín (7 equipos), Infantil (7 equipos), Cadete (5 equipos) y Juvenil (3 equipos).
Posee, también, una academia internacional de fútbol.

## Otras secciones deportivas
- Getafe C.F. Golf Team[100]
- Getafe C.F. Racing Team
- Getafe C.F. Equipo Genuine[101]

## Área social y dimensión sociocultural

### Afición
Las características de la actual afición del Getafe Club de Fútbol están muy determinadas por la reciente historia del club y del municipio que representa, y también de manera muy importante por la proximidad a equipos de talla internacional como el Real Madrid C. F. y Atlético de Madrid.
Hasta su ascenso a Primera División en el año 2004, el Getafe Club de Fútbol había militado en divisiones inferiores, alternando la 2.ª división y la 2.ª división B (2.ª y 3.ª categoría del fútbol español), esto le convertía en muchas ocasiones en el segundo equipo de los vecinos de Getafe, del mismo modo que ocurre en muchas regiones españolas donde la poca posibilidad de consecución de un título de alguno de los equipos próximos geográficamente, aun militando en primera división, hace decantarse a muchos aficionados españoles por preferir equipos como el Real Madrid C. F. o el F. C. Barcelona.
El club está situado en un municipio del área metropolitana de Madrid con una mayoría de población emigrante de otras regiones españolas llegada en las décadas de los años años 1960 y años 1970, muchos en su mayoría aficionados de otros clubes de sus lugares de origen, o en su defecto de alguno de los grandes clubes de la liga, en especial el Real Madrid C. F. o Atlético de Madrid.
Hay que añadir la escasísima presencia en los medios de información deportiva, al no disponer de cobertura por ningún tipo de prensa regional tal como ocurre en otros equipos de capital de provincia, siendo esta copada casi en exclusiva por el Real Madrid C. F., F. C. Barcelona y Atlético de Madrid.[cita requerida]
El ascenso a primera división del Getafe C.F., aumentó espectacularmente el número de abonados, llamados por la novedad de tener al equipo del municipio jugando en la máxima categoría. Se pasó de aproximadamente 5000 abonados en la temporada 2003/04 a cerca de 11.500 abonados en la 2004/05. Cifras que se mantuvieron gracias a las siguientes temporadas en las que el equipo jugó dos finales de Copa del Rey y tuvo una gran participación en la Copa de la UEFA.
Esto hizo que hayan aparecido muchos aficionados fuera del municipio de Getafe. Getafenses que se marcharon a vivir a otras poblaciones con los precios de la vivienda más baratos, o aficionados de poblaciones próximas (Parla, Fuenlabrada, Móstoles, …) que se sienten atraídos por un equipo modesto.[cita requerida] Incluso comienzan a aparecer aficionados en otras provincias españolas y otros países como Gran Bretaña, Alemania, Venezuela, Australia, México, etc.[cita requerida]
A partir del año 2008 comienza un fuerte declive en el número de abonados causados posiblemente por:
- El importante aumento en los precios de los abonos, y una ineficaz política social del club.[104]
- Una crisis económica en España que afecta especialmente a la industria y por tanto al poder adquisitivo de una masa social predominantemente obrera como son los vecinos de Getafe.
- Una política de la Liga Nacional de Fútbol Profesional, sobre todo en los horarios y precios de entrada y abonos, que perjudica a los aficionados que desean asistir a los estadios.[105]
- Parte de abonados sin suficiente arraigo adquirido por el equipo a los que se les ha pasado el efecto novedoso del ascenso a primera división.
- Malas temporadas del equipo en juego y resultados, llegando a estar al borde del descenso un par de temporadas.

Todas estas causas provocaron un descenso cercano a los mil abonos por temporada, alcanzando los aproximadamente 6000 abonados de la temporada 2013-14, teniendo el estadio una asistencia inferior al 50 % de su capacidad. La imagen del estadio medio vacío unido al descrédito propiciado por parte de una prensa deportiva española sensacionalista hizo que se estigmatizara al club con una fama de equipo sin afición.
Sin embargo, dado el buen desempeño del club en segunda división en la temporada 2016-17, tras el que se consiguió el ascenso tan solo un año después de bajar, y una política de precios más razonable que en años anteriores, parece que el estigma empieza a desaparecer. Tanto es así, que para la temporada 2017-18 se consiguieron 12.853 abonados en el Coliseum, lo que superó su mejor registro anterior, conseguido más de una década atrás en su primera temporada en Primera División, cuando se contaba con unos 11.500 abonados. En 2019, se vuelve a romper el récord de abonados, alcanzando por primera vez la cifra de 13.000.

### Peñas
De las peñas existentes las más antiguas son:
- Peña La Amistad, fundada en 1970
- Peña Los Perejiles, fundada en 1971
- Peña San Isidro, fundada en 1975.

Estas peñas fueron fundadas por aficionados del desaparecido Club Getafe Deportivo y mantuvieron su continuidad con el nuevo Getafe C.F. Otras peñas getafenses singulares son:
- Peña Doña Romera, fundada en 1995, siendo una de las primeras peñas de aficionados al fútbol en España integradas única y exclusivamente por mujeres.
- Peña Peñi, que tiene la originalidad de que ha sido creada en honor de Javier Cabeza Valero "Peñi", utillero del equipo.

Además, existen más peñas de aficionados como:
| - Peña Marea Azul - Leones Azules - El Último Azul | - El Botellín - Getagenios. | - Sección Pollos - El Increíble Azul - etc. |

Peñas y seguidores del Getafe fuera de España:
- Peña Rumbera de Caracas, de aficionados azulones en la capital de Venezuela.
- Peña Fulham Branch Getafe, con domicilio en Londres y creada por aficionados del Fulham F.C.
- Peña Getafense Escocia.[115]
- Peña Getafense Tokio.
- Peña Mexicana Getafe C.F.[116]
- Peña Azul Arabia.[117]
- Getafe C.F. Argentina.[118]
- Getafe Colombia[119]
- Getafe Polska.[120]

La mayoría de las peñas del Getafe C.F. están asociadas a la Federación de Peñas de Getafe C.F. que a su vez está asociada desde el año 2000 a AFEPE – Aficiones Unidas, Asociación de Federaciones de Peñas Españolas. Cuenta con la Casa del Aficionado, local próximo al Coliseum.
Por último, cabe destacar la existencia de una grada de animación: "Fondo Azulón", encargado de jalear al equipo en el fondo sur. Este grupo de aficionados es el producto de la unión, en 2017, de la "Curva Azulona" con los ultras de "Comandos Azules", fundado en el año 1994 y compuesto por unos 40 miembros.

### Rivalidades
Su principal rival es el equipo del municipio más cercano, el C. D. Leganés. Históricamente conocido como el Derbi del Sur de Madrid, los partidos entre Getafe C.F. y C. D. Leganés han tenido la máxima expectación por parte de las aficiones de ambos clubes, remontándose esta rivalidad desde la existencia del Club Getafe Deportivo. Esta pugna se mantuvo también entre el filial, el Getafe “B”, y el C. D. Leganés durante unos años, mientras ambos competían en 2.ª división B.
Tras el ascenso del Leganés en 2016 y el posterior ascenso exprés del Getafe en 2017, se vive por primera vez el Derbi del Sur de Madrid en Primera División. Este acontecimiento histórico para los aficionados de ambos clubes se salda con la victoria del equipo getafense como equipo visitante.
El club también ha entablado una rivalidad con el Rayo Vallecano por ver quién es el tercer equipo de la comunidad de Madrid, los primeros partidos entre ambos datan de los años 60, pero la rivalidad ha ido creciendo con el ascenso de ambos equipos a la máxima categoría del futbol español.

## Palmarés

### Campeonatos internacionales
- Subcampeón de la Copa Ibérica (1): 2019.[n. 1]

### Campeonatos nacionales
- Segunda División B de España (1): 1998-99 (Grupo I).
- Tercera División de España (2): 1957-58 (Grupo XIV) y 1975-76 (Grupo II) (ambos como Club Getafe Deportivo).
- Subcampeón de la Copa del Rey (2): 2006-07 y 2007-08.
- Subcampeón de Segunda División de España (1): 2003-04.
- Subcampeón de Segunda División B de España (2): 1989-90 (Grupo I) y 1993-94 (Grupo I).
- Subcampeón de Tercera División de España (1): 1974-75 (Grupo II) (como Club Getafe Deportivo).
- Subcampeón del Campeonato de España de Aficionados (1): 1985-86.

### Campeonatos regionales
- 1.ª Regional Preferente Castellana (1): 1985-86 (Grupo 1).[127]
- 1.ª Regional Ordinaria Castellana (2): 1969-70 (como Club Getafe Deportivo)[128] y 1984-85 (Grupo 3).[129]
- 2.ª Regional Preferente Castellana (1): 1948-49[130] (como Club Getafe Deportivo).
- Campeonato Absoluto de la 2.ª Regional Ordinaria Castellana (1): 1947-48 (como Club Getafe Deportivo).
- 2.ª Regional Ordinaria Castellana (2): 1947-48 (Grupo 1)[131] (como Club Getafe Deportivo) y 1983-84 (Grupo 2).[132]
- 3.ª Regional Centro (1): 1929-30 (Grupo 1)[133] (como Club Getafe Deportivo Foot-ball Club).
- Copa Comité (1): 1947-48[134] (como Club Getafe Deportivo).
- Copa Federación Castellana (2): 1948-49[135] y 1961-62[136] (todos como Club Getafe Deportivo).
- Copa Madrid (1): 1960-61[137] (como Club Getafe Deportivo).
- Copa Ramón Triana (1): 1969-70[138] (como Club Getafe Deportivo).
- Campeonato de Castilla de Aficionados[139] (1): 1985-86.
- Copa RFFM Comunidad de Madrid (1): 1991-92.
- Subcampeón de la 1.ª Regional Ordinaria Castellana (3): 1949-50 (Grupo 1),[140] 1952-53 (Grupo 2)[141] y 1956-57[142] (todos como Club Getafe Deportivo).
- Subcampeón del Campeonato de Castilla (1): 1954-55 (como Club Getafe Deportivo).
- Subcampeón de la Copa Madrid (1): 1959-60 (como Club Getafe Deportivo).
- Subcampeón del Campeonato de Castilla de Aficionados (1): 1968-69 (como Club Getafe Deportivo).

### Trofeos amistosos
- Trofeo Fiestas de Getafe (3): 1968, 1981 (ambos como Club Getafe Deportivo) y 1985.
- Trofeo Uralita[143] (7): 1972, 1973, 1974, 1976, 1979, 1980 y 1982 (todos como Club Getafe Deportivo).
- Trofeo Cervantes[144] (5): 1976 (como Club Getafe Deportivo), 1994, 2004, 2006 y 2016.[145]
- Trofeo Puchero[146] (4): 1976 (como Club Getafe Deportivo), 2002, 2005[147] y 2018.[148]
- Trofeo Alcarria[149] (2): 1977 (como Club Getafe Deportivo) y 2009.
- Trofeo Ciudad de Alcoy (3): 1978, 1980 (ambos como Club Getafe Deportivo) y 1996.
- Trofeo Villa de Getafe (3): 1982 (como Club Getafe Deportivo),[150] 1985 y 1986.
- Trofeo Feria de Toledo[151] (4): 1991, 2004,[152] 2012[153] y 2019[154] (los dos últimos como Getafe Club de Fútbol "B").
- Trofeo Ciudad de Ávila (1): 1997.[155]
- Trofeo Nuestra Señora de los Ángeles (1): 2003.[156]
- Trofeo Villa de Leganés[157] (3): 2003, 2004 y 2011.[158]
- Trofeo Vallecas / Trofeo Teresa Rivero[159] (2): 2004 y 2007.
- Trofeo Ayuntamiento de Segovia / Trofeo Ciudad de Segovia (10): 2003,[160] 2005,[161] 2008,[162] 2009,[163] 2011,[164] 2012,[165] 2013,[166] 2014,[167] 2015[168] y 2017.[169]
- Trofeo Ciudad de Valladolid (2): 2006[170] y 2011.[171]
- Trofeo Ciudad de Pozoblanco (1): 2006 (como Getafe Club de Fútbol "B").[172]
- 50 Aniversario del C. P. Villarrobledo (1): 2008.[173]
- Trofeo Ciudad de Zaragoza (2): 2008[174] y 2021.[175]
- Trofeo Villa de Cebolla (1): 2008 (como Getafe Club de Fútbol "B").[176]
- Trofeo Santa Teresa (1): 2009.[177]
- Trofeo Santos Niños (1): 2009.[178]
- Trofeo Ayuntamiento de Tomelloso (1): 2009 (como Getafe Club de Fútbol "B").[179]
- Trofeo Colombino (1): 2012.[180]
- Trofeo Canal de Castilla (1): 2012.[181]
- 90 Aniversario del Real Ávila (1): 2013.[182]
- Trofeo San Julián (1): 2013 (como Getafe Club de Fútbol "B").[183]
- Trofeo Villa de Pinto (1): 2014 (como Getafe Club de Fútbol "B").[184]
- Trofeo IMD (2): 2015 (como Getafe Club de Fútbol "B")[185] y 2016.[186]
- Trofeo Ciudad de Getafe (1): 2015.[187]
- Trofeo Virgen del Consuelo (1): 2016 (como Getafe Club de Fútbol "B").[188]
- Trofeo del Ajo (1): 2017 (como Getafe Club de Fútbol "B").[189]
- Trofeo Diputación de Cuenca (1): 2018.[190]
- Trofeo Santos Martín de Bernardo (1): 2018.[191]
- Trofeo Encuentros Ibéricos (1): 2018.[192]
- Trofeo Diputación de Segovia (1): 2019 (como Getafe Club de Fútbol "B").[193]
- Copa Metalfence (1): 2022 (como Getafe Club de Fútbol "B").[194]
- Trofeo Cristo de la Salud (1): 2022 (como Getafe Club de Fútbol "B").[195]
- 100 Aniversario del Real Jaén (1): 2023.[196]
- Trofeo Toribio Santos (1): 2023 (como Getafe Club de Fútbol "B").[197]

### Premios individuales
- Trofeo Miguel Muñoz (Primera División):  Bernd Schuster 2005-06[198] y  José Bordalás 2018-19.[199]
- Trofeo Zamora (Primera División):  Roberto Abbondanzieri 2006-07.[200]
- Trofeo Zarra (Primera División):  Borja Mayoral 2023-24.
- Premios LaLiga: Entrenador del mes. Enero 2025  José Bordalás.[201]
- Trofeo Pichichi (Segunda División B):  Pepe Mel 1996-97.[202]
- Premio Don Balón: Jugador revelación 2006-07  Alexis Ruano.
- Premio Ramón Cobo: Mejor entrenador de Primera División 2017-18  José Bordalás.[203]
- Premios Santander (Primera División): febrero 2018-19  Mata.[204]
- Premios Santander (Segunda División): abril de 2016-2017  Jorge Molina.[205]
- Premio Mejor Delegado de Campo: Mejor delegado de LaLiga 1l2l3 2016-17  Antonio Carretero Rodríguez.[206]

### Otras distinciones
- Premio de la Federación Castellana de Fútbol: Premio a la Deportividad 1956-57[207] (como Club Getafe Deportivo).
- Premios Deportivos de Radio España: Trofeo por jugar todos los partidos de la competición 1972-73  Alfonso,[208] Defensa derecho 1973-74  Mozún, Defensa central 1973-74  Salmerón,[209] Premios a la selección matemática de Tercera División 1974-75  Orgaz,  Salmerón,  Aparicio,  Cruz,  Alfonso,  Bengoechea,  Francisco,  Salazar,  Polo y  Muñoz; entrenador  Segura[210] (todos como Club Getafe Deportivo).
- Premio de la Real Federación de Fútbol de Madrid: Bota de Oro 2006  Bernd Schuster,[211] Bota de Oro 2017  José Bordalás, Mención Especial con Carácter Extraordinario 2017[212] y Premio al Rendimiento 2019.[213]
- Premios Madrid: Premio Deportes 2008.[214]
- Premio Espejo Público: 2008.[215]
- Medalla de Oro de la Comunidad: 2008.[216]
- Premio Aficiones Unidas: Mejor Afición 2009-10,[217] Mejor Estadio de Primera División 2016-17[218] y Mejor Afición 2022-23.[219]
- El Sol – El Festival Iberoamericano de la Comunicación Publicitaria: Sol de Oro 2010,[220] Sol de Oro 2012[221] y Sol de Bronce 2016.[222]
- Gala del Deporte de Segovia: Mención a la fidelidad 2013.[223]
- Premio Palmera Granota: 2013-14.[224]
- Galardón Laurel Platinum: 2014.[225]
- Premio ALCI AWARDS:  Ángel Torres 2017.[226]
- Premio al Mérito Deportivo en Getafe: Mención Especial 2017.[227]
- Premio de la Asociación de la Prensa Deportiva de Madrid: 2017.[228]
- UEFA Equipo Revelación de La Liga: Defensa 2017-18  Djene, Entrenador 2017-18  José Bordalás,[229] Portero 2018-19  David Soria, Defensa 2018-19  Cabrera, Centrocampista 2018-19  Maksimović y Centrocampista 2018-19  Mata.[230]
- Trofeo de la Federación Togolesa de Fútbol: Mejor jugador togolés en el extranjero 2017-18  Djene.[231]
- Premio Nacional La Futbolteca.com: Club Ejemplar 2018-19.[232]
- Premios Nacionales de Creatividad: Ideas: Deporte. Cultura. Ocio. Plata 2021.[233]
- Premio Torneo de Fútbol Cadete Vicente del Bosque (3):  Ángel Torres 2021,[234] 2024[235] y 2025.[236]
- Premios Eficacia: Medios Propios: Plata 2021.[237]
- Premio a la Camiseta más bonita de la Liga 2023-24.[238]
- Premios LaLiga de la Oficina de Clubes: Mejor Acción de Captación de Registros 2024.[239]